# Verordnung (EU) 2019/1111 (Brüssel IIb)
Die Verordnung (EU) 2019/1111 des Rates über die Zuständigkeit, die Anerkennung und Vollstreckung von Entscheidungen in Ehesachen und in Verfahren betreffend die elterliche Verantwortung und über internationale Kindesentführungen (Kurzbezeichnungen Brüssel IIb-Verordnung oder EuEheVO) vom 2. Juli 2019 regelt die internationale Zuständigkeit der Gerichte innerhalb der Europäischen Union – mit Ausnahme Dänemarks – in Ehe- und Kindschaftssachen und die Aufhebung der Verordnung (EG) Nr. 2201/2003 (Brüssel-IIa).

## Geschichte
Ein völkerrechtliches Übereinkommen vom 28. Mai 1998 nach Vorbild des EuGVÜ zur Regelung des Eherechts wurde ausgearbeitet, trat aber nie in Kraft. Stattdessen wurde das geplante Übereinkommen als Verordnung (EG) Nr. 1347/2000 erlassen. Dies wurde überarbeitet und um eine umfangreichere Regelung des Kindschaftsrechts ergänzt und als Verordnung (EG) Nr. 2201/2003 (Brüssel IIa) erlassen. Es folgten 2006 ein Kommissionsvorschlag und 2014 ein Bericht über die Anwendung der Brüssel-IIa-Verordnung und eine anschließende Konsultation sowie im Jahr 2016 ein Verordnungsentwurf. Mit einem erneuten Kompromissvorschlag im Rahmen der österreichischen Ratspräsidentschaft wurde 2018 der Durchbruch erzielt.
Die aktuelle Verordnung Brüssel IIb ersetzt ab dem 1. August 2022 die Verordnung Brüssel IIa.

## Ziel und Zweck der Verordnung

### Ziel
Hauptziel der Brüssel IIb-Verordnung ist es, die Potenziale des europäischen „Binnenmarktes als Raum ohne Binnengrenzen, in dem der freie Verkehr u. a. von Personen gewährleistet ist, mit zu gewährleisten. Der Abbau nationalstaatlicher Schranken zwischen den Mitgliedstaaten der Europäischen Union ist hierfür aktuell noch nicht möglich, da die Rechtssysteme zu unterschiedlich sind und auch die Europäische Union dafür keine ausreichende Regelungskompetenzen hat. Durch die Regelung der Zusammenarbeit von Gerichten und Behörden der Unionsmitgliedstaaten kann eine gewisse Harmonisierung zum Vorteil der Unionsbürger erreicht und zum Funktionieren des Binnenmarktes beigetragen werden.“

### Anwendungsbereiche und Hauptregelungsinhalte
Die Brüssel IIb-Verordnung hat mehrere Hauptregelungsinhalten und richtet sich primär an die Gerichte und Behörden der Unionsmitgliedstaaten bei grenzüberschreitenden Sachverhalten. Die Hauptregelungsinhalte sind:
- Regelung der gerichtlichen bzw. behördlichen Zuständigkeit in Ehesachen,
- Regelung der gerichtlichen bzw. behördlichen Zuständigkeit und Zusammenarbeit in Bezug auf die elterliche Verantwortung[11],
- Regelungen in Bezug auf internationale Kindesentführung,
- Regelungen in Bezug auf die Anerkennung und Vollstreckung von gerichtlichen bzw. behördlichen Entscheidungen aus den Unionsmitgliedstaaten,
- Regelungen über das Verhältnis zu bestehenden bi- und multilateralen Verträgen der Unionsmitgliedstaaten.[12]

Wichtig ist dabei, dass auch die Brüssel IIb-Verordnung keine Definition zum Begriff der Ehe kennt (siehe Kapitel I, Artikel 2). Dahe ist weiterhin strittig, ob auch die gleichgeschlechtliche Ehe vom Anwendungsbereich der Brüssel-IIb-Verordnung erfasst wird.

### Ausnahmen
Die Brüssel-IIb-Verordnung gilt nicht (Artikel 1 Abs. 4):
- für die Feststellung und die Anfechtung des Eltern-Kind-Verhältnisses,
- für Adoptionsentscheidungen und Maßnahmen zur Vorbereitung einer Adoption sowie die Ungültigerklärung und den Widerruf der Adoption,
- bezüglich des Namens und Vornamens eines Kindes[13],
- die Volljährigkeitserklärung,
- Unterhaltspflichten,
- Trusts oder Erbschaften,
- Maßnahmen infolge von Straftaten, die von Kindern begangen wurden.

## Zentrale Behörden
Die eingerichteten zentralen Behörden sollen die Gerichte und die zuständigen Behörden in den Unionsmitgliedstaaten und in bestimmten Fällen auch die Träger der elterlichen Verantwortung in grenzüberschreitenden Verfahren unterstützen. Und zwar in allgemeinen Angelegenheiten als auch in besonderen Fällen, auch zur Förderung der gütlichen Beilegung von Familienstreitigkeiten.

## Ausgewählte Besonderheiten

### Meinungsäußerung des Kindes
In Bezug auf die grenzüberschreitende elterliche Verantwortung sieht Artikel 21 und in Bezug auf die Kindesentführung nach Artikel 26 Brüssel-IIb-Verordnung (Rückgabeverfahren nach dem Haager Übereinkommen von 1980) vor, dass im Verfahren ein Recht des Kindes auf direkte oder indirekte Meinungsäußerung besteht, wobei den Gerichten ein gewisser Ermessensspielraum verbleibt. Der Meinung des Kindes muss entsprechend seinem Alter und seiner Reife gebührendes Gewicht beigelegt werden. Dies kann sogar zu einer Versagung der Anerkennung einer Entscheidung aus einem anderen Unionsmitgliedstaat führen, wenn die Anhörung eines Kindes nicht ordnungsgemäß erfolgte (Artikel 39 Abs. 2 Brüssel-IIb-Verordnung). Die Vorgaben der Europäischen Union gehen somit teilweise über die Vorgaben der nationalen Gesetzgeber in den Unionsmitgliedstaaten hinaus und die Brüssel-IIb-Verordnung betont das Kindeswohl auch in anderen Bestimmungen noch stärker als bisher.

### Einschränkung von Formalitäten in den Unionsmitgliedstaaten
Die Brüssel-IIb-Verordnung sieht, wie viele anderen ähnliche EU-Verordnungen, eine Einschränkung von Formalitäten in den Unionsmitgliedstaaten vor, wodurch es dazu kommen kann, dass Unionsbürger in grenzüberschreitenden Sachverhalten bessergestellt werden, als Staatsbürger eines Unionsmitgliedstaates bei rein nationalen Sachverhalten (Inländerdiskriminierung). Dies wird z. B. * bei der Anerkennung einer Entscheidung nach Artikel 30,
- der Anerkennung und Vollstreckung von öffentlichen Urkunden und Vereinbarungen nach Artikel 65,
- dem Verbot der Nachprüfung der Zuständigkeit des Gerichts des Ursprungsmitgliedstaats nach Artikel 69,
- der Anerkennung einer Entscheidung in Ehesachen, die nicht deswegen versagt werden darf, weil eine Ehescheidung[16], Trennung ohne Auflösung des Ehebandes oder Ungültigerklärung einer Ehe nach dem Recht des Mitgliedstaats, in dem die Anerkennung geltend gemacht wird, unter Zugrundelegung desselben Sachverhalts nicht zulässig wäre (Artikel 70),
- dem Verbot einer Nachprüfung in der Sache (Artikel 71),
- der Gewährung von Prozesskostenhilfe (Artikel 74),
- dem Verbot der Einhebung von Sicherheitsleistung bzw. Hinterlegung (Artikel 75),
- dem Verbot der Vorgabe von Förmlichkeit wie z. B. Legalisation (Artikel 90).

### Ordre public
Einschränkungen bei der Anwendung der Verordnung sind unter eng begrenzten Umständen möglich, wenn z. B. eine Entscheidung dem Ordre public widersprechen würde (Artikel 68).

## Rechtliche Grundlage und Wirkung der Verordnung
Die Brüssel-IIb-Verordnung stützt sich insbesondere auf Artikel 81 Abs. 3 iVm mit Abs. 1 AEUV. Artikel 81 Abs. 3 AEUV normiert, dass der Rat der Europäischen Union Bestimmungen zum Familienrecht erlassen kann, wenn diese Maßnahmen zum Funktionieren des Binnenmarkts erforderlich sind.
Die Verordnung wurde nach Artikel 81 Abs. 3 AEUV in einem besonderen Gesetzgebungsverfahren nach Anhörung des Europäischen Parlaments vom Rat der Europäischen Union einstimmig erlassen.

## Aufbau und Inhalt der Verordnung
KAPITEL I (ANWENDUNGSBEREICH UND BEGRIFFSBESTIMMUNGEN)
- Artikel 1 (Anwendungsbereich)
- Artikel 2 (Begriffsbestimmungen)

KAPITEL II (ZUSTÄNDIGKEIT IN EHESACHEN UND IN VERFAHREN BETREFFEND DIE ELTERLICHE VERANTWORTUNG)
- ABSCHNITT 1 (Ehescheidung, Trennung ohne Auflösung des Ehebandes und Ungültigerklärung einer Ehe)
  - Artikel 3 (Allgemeine Zuständigkeit)
  - Artikel 4 (Gegenantrag)
  - Artikel 5 (Umwandlung einer Trennung ohne Auflösung des Ehebandes in eine Ehescheidung)
  - Artikel 6 (Restzuständigkeit)
- ABSCHNITT 2 (Elterliche Verantwortung)
  - Artikel 7 (Allgemeine Zuständigkeit)
  - Artikel 8 (Aufrechterhaltung der Zuständigkeit in Bezug auf das Umgangsrecht)
  - Artikel 9 (Zuständigkeit im Fall eines widerrechtlichen Verbringens oder Zurückhaltens eines Kindes)
  - Artikel 10 (Gerichtsstandsvereinbarungen)
  - Artikel 11 (Zuständigkeit aufgrund der Anwesenheit des Kindes)
  - Artikel 12 (Übertragung der Zuständigkeit an ein Gericht eines anderen Mitgliedstaats)
  - Artikel 13 (Ersuchen um Übertragung der Zuständigkeit durch ein Gericht eines nicht zuständigen Mitgliedstaats)
  - Artikel 14 (Restzuständigkeit)
  - Artikel 15 (Einstweilige Maßnahmen, einschließlich Schutzmaßnahmen, in dringenden Fällen)
  - Artikel 16 (Vorfragen)
- ABSCHNITT 3 (Gemeinsame Bestimmungen)
  - Artikel 17 (Anrufung eines Gerichts)
  - Artikel 18 (Prüfung der Zuständigkeit)
  - Artikel 19 (Prüfung der Zulässigkeit)
  - Artikel 20 (Rechtshängigkeit und abhängige Verfahren)
  - Artikel 21 (Recht des Kindes auf Meinungsäußerung)

KAPITEL III (INTERNATIONALE KINDESENTFÜHRUNG)
- Artikel 22 (Rückgabe des Kindes nach dem Haager Übereinkommen von 1980)
- Artikel 23 (Entgegennahme und Bearbeitung von Anträgen durch die Zentralen Behörden)
- Artikel 24 (Zügige Gerichtsverfahren)
- Artikel 25 (Alternative Streitbeilegungsverfahren)
- Artikel 26 (Recht des Kindes auf Meinungsäußerung im Rückgabeverfahren)
- Artikel 27 (Verfahren für die Rückgabe des Kindes)
- Artikel 28 (Vollstreckung von Entscheidungen, mit denen die Rückgabe des Kindes angeordnet wird)
- Artikel 29 (Verfahren im Anschluss an die Ablehnung der Rückgabe des Kindes gemäß Artikel 13 Absatz 1 Buchstabe b und Artikel 13 Absatz 2 des Haager Übereinkommens von 1980)

KAPITEL IV (ANERKENNUNG UND VOLLSTRECKUNG)
- ABSCHNITT 1 (Allgemeine Bestimmungen über die Anerkennung und die Vollstreckung)
  - Unterabschnitt 1 (Anerkennung)
    - Artikel 30 (Anerkennung einer Entscheidung)
    - Artikel 31 (Zwecks Anerkennung vorzulegende Unterlagen)
    - Artikel 32 (Fehlen von Unterlagen)
    - Artikel 33 (Aussetzung des Verfahrens)

  - Unterabschnitt 2 (Vollstreckbarkeit und Vollstreckung)
    - Artikel 34 (Vollstreckbare Entscheidungen)
    - Artikel 35 (Zwecks Vollstreckung vorzulegende Unterlagen)

  - Unterabschnitt 3 (Bescheinigung)
    - Artikel 36 (Ausstellung der Bescheinigung)
    - Artikel 37 (Berichtigung der Bescheinigung)

  - Unterabschnitt 4 (Versagung der Anerkennung und Vollstreckung)
    - Artikel 38 (Gründe für die Versagung der Anerkennung von Entscheidungen in Ehesachen)
    - Artikel 39 (Gründe für die Versagung der Anerkennung von Entscheidungen in Verfahren betreffend die elterliche Verantwortung)
    - Artikel 40 (Verfahren für die Versagung der Anerkennung)
    - Artikel 41 (Gründe für die Versagung der Vollstreckung von Entscheidungen in Verfahren betreffend die elterliche Verantwortung)
- ABSCHNITT 2 (Anerkennung und Vollstreckung bestimmter privilegierter Entscheidungen)
  - Artikel 42 (Anwendungsbereich)
  - Unterabschnitt 1 (Anerkennung)
    - Artikel 43 (Anerkennung)
    - Artikel 44 (Aussetzung des Verfahrens)

  - Unterabschnitt 2 (Vollstreckbarkeit und Vollstreckung)
    - Artikel 45 (Vollstreckbare Entscheidungen)
    - Artikel 46 (Zwecks Vollstreckung vorzulegende Unterlagen)

  - Unterabschnitt 3 (Bescheinigung für privilegierte Entscheidungen)
    - Artikel 47 (Ausstellung der Bescheinigung)
    - Artikel 48 (Berichtigung und Widerruf der Bescheinigung)
    - Artikel 49 (Bescheinigung über die Aussetzung oder Einschränkung der Vollstreckbarkeit)

  - Unterabschnitt 4 (Versagung der Anerkennung und Vollstreckung)
    - Artikel 50 (Unvereinbare Entscheidungen)
- ABSCHNITT 3 (Gemeinsame Bestimmungen zur Vollstreckung)
  - Unterabschnitt 1 (Vollstreckung)
    - Artikel 51 (Vollstreckungsverfahren)
    - Artikel 52 (Für die Vollstreckung zuständige Behörden)
    - Artikel 53 (Teilvollstreckung)
    - Artikel 54 (Modalitäten der Ausübung des Umgangsrechts)
    - Artikel 55 (Zustellung von Bescheinigungen und Entscheidungen)

  - Unterabschnitt 2 (Aussetzung der Vollstreckungsverfahren und Versagung der Vollstreckung)
    - Artikel 56 (Aussetzung und Versagung)
    - Artikel 57 (Gründe für die Aussetzung oder Versagung der Vollstreckung nach nationalem Recht)
    - Artikel 58 (Für die Versagung der Vollstreckung zuständige Behörden oder Gerichte)
    - Artikel 59 (Antrag auf Versagung der Vollstreckung)
    - Artikel 60 (Zügige Verfahren)
    - Artikel 61 (Anfechtung oder Rechtsbehelf)
    - Artikel 62 (Weitere Anfechtungen oder Rechtsbehelfe)
    - Artikel 63 (Aussetzung des Verfahrens)
- ABSCHNITT 4 (Öffentliche Urkunden und Vereinbarungen)
  - Artikel 64 (Anwendungsbereich)
  - Artikel 65 (Anerkennung und Vollstreckung von öffentlichen Urkunden und Vereinbarungen)
  - Artikel 66 (Bescheinigung)
  - Artikel 67 (Berichtigung und Widerruf der Bescheinigung)
  - Artikel 68 (Gründe für die Ablehnung der Anerkennung oder der Vollstreckung)
- ABSCHNITT 5 (Sonstige Bestimmungen)
  - Artikel 69 (Verbot der Nachprüfung der Zuständigkeit des Gerichts des Ursprungsmitgliedstaats)
  - Artikel 70 (Unterschiede beim anzuwendenden Recht)
  - Artikel 71 (Ausschluss einer Nachprüfung in der Sache)
  - Artikel 72 (Rechtsbehelfe in bestimmten Mitgliedstaaten)
  - Artikel 73 (Kosten)
  - Artikel 74 (Prozesskostenhilfe)
  - Artikel 75 (Sicherheitsleistung, Hinterlegung)

KAPITEL V (ZUSAMMENARBEIT BEI VERFAHREN BETREFFEND DIE ELTERLICHE VERANTWORTUNG)
- Artikel 76 (Bestimmung der Zentralen Behörden)
- Artikel 77 (Allgemeine Aufgaben der Zentralen Behörden)
- Artikel 78 (Übermittlung von Ersuchen über die Zentralen Behörden)
- Artikel 79 (Besondere Aufgaben der ersuchten Zentralen Behörden)
- Artikel 80 (Zusammenarbeit bei der Erhebung und dem Austausch von Informationen die in Verfahren betreffend die elterliche Verantwortung von Belang sind)
- Artikel 81 (Umsetzung der Entscheidungen in Verfahren betreffend die elterliche Verantwortung in einem anderen Mitgliedstaat)
- Artikel 82 (Unterbringung eines Kindes in einem anderen Mitgliedstaat)
- Artikel 83 (Kosten der Zentralen Behörden)
- Artikel 84 (Zusammenkünfte der Zentralen Behörden)

KAPITEL VI (ALLGEMEINE BESTIMMUNGEN)
- Artikel 85 (Anwendungsbereich)
- Artikel 86 (Zusammenarbeit und Kommunikation zwischen Gerichten)
- Artikel 87 (Erhebung und Übermittlung von Informationen)
- Artikel 88 (Benachrichtigung der betroffenen Person)
- Artikel 89 (Nichtoffenlegung von Informationen)
- Artikel 90 (Legalisation oder ähnliche Förmlichkeit)
- Artikel 91 (Sprachenregelung)

KAPITEL VII (DELEGIERTE RECHTSAKTE)
- Artikel 92 (Änderungen der Anhänge)
- Artikel 93 (Ausübung der Befugnisübertragung)

KAPITEL VIII (VERHÄLTNIS ZU ANDEREN RECHTSINSTRUMENTEN)
- Artikel 94 (Verhältnis zu anderen Rechtsinstrumenten)
- Artikel 95 (Verhältnis zu bestimmten multilateralen Übereinkommen)
- Artikel 96 (Verhältnis zum Haager Übereinkommen von 1980)
- Artikel 97 (Verhältnis zum Haager Übereinkommen von 1996)
- Artikel 98 (Fortbestand der Wirksamkeit)
- Artikel 99 (Verträge mit dem Heiligen Stuhl)

KAPITEL IX (SCHLUSSBESTIMMUNGEN)
- Artikel 100 (Übergangsbestimmungen)
- Artikel 101 (Monitoring und Evaluierung)
- Artikel 102 (Mitgliedstaaten mit zwei oder mehr Rechtssystemen)
- Artikel 103 (Der Kommission mitzuteilende Angaben)
- Artikel 104 (Aufhebung)
- Artikel 105 (Inkrafttreten)
- Anhang I (BESCHEINIGUNG, DIE VOM GERICHT IM ANSCHLUSS AN EINE NUR AUF ARTIKEL 13 ABSATZ 1 BUCHSTABE B ODER ARTIKEL 13 ABSATZ 2 – ODER AUF DIESE BEIDEN BESTIMMUNGEN – DES HAAGER ÜBEREINKOMMENS VON 1980 GESTÜTZTE ENTSCHEIDUNG, DIE RÜCKGABE EINES KINDES IN EINEN ANDEREN MITGLIEDSTAAT ABZULEHNEN, AUSZUSTELLEN IST)
- Anhang II (BESCHEINIGUNG ÜBER ENTSCHEIDUNGEN IN EHESACHEN)
- Anhang III (BESCHEINIGUNG ÜBER ENTSCHEIDUNGEN IN VERFAHREN BETREFFEND DIE ELTERLICHE VERANTWORTUNG)
- Anhang IV (BESCHEINIGUNG ÜBER ENTSCHEIDUNGEN, IN DENEN DIE RÜCKGABE DES KINDES IN EINEN ANDEREN MITGLIEDSTAAT GEMÄß DEM HAAGER ÜBEREINKOMMEN VON 1980 (1) UND ETWAIGE MIT IHNEN VERBUNDENE EINSTWEILIGE MASSNAHMEN – EINSCHLIESSLICH SCHUTZMASSNAHMEN – GEMÄß ARTIKEL 27 ABSATZ 5 DER VERORDNUNG ANGEORDNET WERDEN)
- Anhang V (BESCHEINIGUNG ÜBER BESTIMMTE ENTSCHEIDUNGEN ÜBER DAS UMGANGSRECHT)
- Anhang VI (BESCHEINIGUNG ÜBER NACH ARTIKEL 29 ABSATZ 6 DER VERORDNUNG ERGANGENE SORGERECHTSENTSCHEIDUNGEN, DIE DIE RÜCKGABE DES KINDES ZUR FOLGE HABEN)
- Anhang VII (BESCHEINIGUNG ÜBER DIE AUSSETZUNG ODER EINSCHRÄNKUNG DER VOLLSTRECKBARKEIT BESTIMMTER GEMÄß ARTIKEL 47 DER VERORDNUNG BESCHEINIGTER ENTSCHEIDUNGEN, MIT DENEN EIN UMGANGSRECHT EINGERÄUMT WIRD ODER DIE DIE RÜCKGABE DES KINDES ZUR FOLGE HABEN)
- Anhang VIII (BESCHEINIGUNG ÜBER EINE ÖFFENTLICHE URKUNDE ODER EINE VEREINBARUNG ÜBER DIE EHESCHEIDUNG ODER DIE TRENNUNG OHNE AUFLÖSUNG DES EHEBANDES)
- Anhang IX (BESCHEINIGUNG ÜBER EINE ÖFFENTLICHE URKUNDE ODER VEREINBARUNG IN VERFAHREN BETREFFEND DIE ELTERLICHE VERANTWORTUNG)
- Anhang X (Entsprechungstabelle)

Vom Umfang des Textes her, umfassen die Erwägungsgründe rund 15 % und die Anhänge rund 56 % des gesamten Normtextes, so dass der eigentliche Regelungsinhalt (Artikel 1 bis 105) nur rund 29 % des Normtextes beinhaltet. Den überwiegenden Teil des Normtextes (die Anhänge I bis IX) kann die Europäische Kommission gemäß Artikel 92 und 93 Brüssel-IIb-Verordnung mit delegierten Rechtsakten abändern.

## Verhältnis zu anderen bestehenden Übereinkommen
Kapitel VIII, Artikel 94 bis 98, regelt das Verhältnis der Brüssel-IIb-Verordnung zu anderen völkervertraglichen Übereinkommen. Grundsätzlich ersetzt die Brüssel-IIb-Verordnung die zum Zeitpunkt des Inkrafttretens der Brüssel-IIa-Verordnung bestehenden, zwischen zwei oder mehr Unionsmitgliedstaaten geschlossenen Übereinkünfte, soweit sie diese Brüssel-IIb-Verordnung geregelte Bereiche betreffen (Artikel 94 Brüssel-IIb-Verordnung).
Sonderregelungen (Ausnahmen) hierzu wurden in Artikel 94 Abs. 2 und 99 für bestimmte Unionsmitgliedstaaten vorgesehen.
Die wichtigsten Sonderregelungen betreffen das Verhältnis zu folgenden vier multilateralen Übereinkommen (Artikel 95 ff Brüssel-IIb-Verordnung):
- Haager Übereinkommen vom 5. Oktober 1961 über die Zuständigkeit der Behörden und das anzuwendende Recht auf dem Gebiet des Schutzes von Minderjährigen,
- Luxemburger Übereinkommen vom 8. September 1967 über die Anerkennung von Entscheidungen in Ehesachen,
- Haager Übereinkommen vom 1. Juni 1970 über die Anerkennung von Ehescheidungen und der Trennung von Tisch und Bett,
- Europäisches Übereinkommen vom 20. Mai 1980 über die Anerkennung und Vollstreckung von Entscheidungen über das Sorgerecht für Kinder und die Wiederherstellung des Sorgeverhältnisses.

Dabei behalten diese zuvor bereits bestehende Übereinkommen grundsätzlich ihre Wirksamkeit (Artikel 98 Brüssel-IIb-Verordnung), teilweise mit Einschränkungen.

## Unterzeichnung, Inkrafttreten, Geltung
Die Brüssel IIb-Verordnung tritt nach Artikel 105 Abs. 1. am zwanzigsten Tag nach ihrer Veröffentlichung im Amtsblatt der Europäischen Union in Kraft, somit am 22. Juli 2019.
Die Brüssel IIb-Verordnung gilt nach Artikel 105 Abs. 2. ab dem 1. August 2022, mit Ausnahme der Artikel 92, 93 und 103, die bereits ab dem 22. Juli 2019 gelten.
Diese Verordnung ist in allen ihren Teilen verbindlich und gilt gemäß den Verträgen unmittelbar in den Unionsmitgliedstaaten, mit Ausnahme von Dänemark.